# ثني الرجل
تمرين ثني الرِّجل (الرجل لغة: من أَصل الفَخِذ إِلى القدم) (بالإنجليزية: Leg curl)‏ المعروف أيضًا باسم تمرين عطف الركبة أو تمرين عضلات الفخذ الخلفية، هو تمرين عزل برفع الأثقال يستهدف عضلات الفخذ الخلفية (عضلات باطن الركبة). يتضمن التمرين ثني أسفل الرجل باتجاه الأرداف. لتمارين ثني الرجل ثلاثة أنواع رئيسة: تمرين ثني الرجل جالسًا، وتمرين ثني الرجل مستلقيًا، وتمرين ثني الرجل واقفًا.
من التمارين الأخرى التي يمكن ممارستها لتقوية عضلات الفخذ الخلفية تمرين رفع الأرداف وأوتار الركبة، والرفعة المميتة.

## التنفيذ
يُمارس تمرين ثني الرجل في معظم الحالات باستخدام الآلات، ويتطلب حركة مفصلية واحدة لثني الرجل على الردف. تُجرى الاختلافات الرئيسية الثلاثة جميعها باستخدام آلات التحميل، اثنان منها يتضمنان الحركة مع تمديد الفخذ الأولي عند مفصل الورك، وواحد مع ثني الفخذ عند مفصل الورك. الأشكال الرئيسية الثلاثة هي ثني الرجل في وضع الاستلقاء (يُنفذ في وضع الاستلقاء على البطن)، وثني الرجل في وضع الوقوف، وثني الرجل في وضع الجلوس.
خلال المرحلة الأولية، توضع مؤخرة الكاحلين على الوسادة، بحيث توفر مقاومة أثناء حركة الثني. من المهم ضبط الوسادة الأسطوانية بحيث تلتصق بالجزء الخلفي من الكاحلين دون أن تتدحرج على ربلة الرجل في المرحلة الإيجابية (القبض)، بحيث تمارس المقاومة ضغطًا على طرف ذراع الرافعة. بالإضافة إلى ذلك، يُوصى بمحاذاة نقطة ارتكاز الآلة مع نقطة ارتكاز مفصل الركبة. خلال المرحلة المركزة، يُقرّب الكعب قدر الإمكان من الأرداف؛ في المرحلة اللامركزية، يُخفّض الحمل حتى الوصول إلى الوضع الأولي بحركة مُحكمة، دون التسبب في فقدان العضلة للتوتر.

## العضلات المستهدفة
على الرغم من وجود اختلافات حركية عضوية بين الأشكال الثلاثة، خاصة بين الشكل في وضع الجلوس والشكلين الآخرين، فإنها تشترك جميعًا في الحركة المفصلية الواحدة التي تتضمن ثني الرجل على الفخذ. تهدف الحركة بشكل أساسي إلى تحفيز عضلات الفخذ الخلفية، وهي مجموعة عضلية تتكون من ثلاثة رؤوس محددة، وهي العضلة ذات الرأسين الفخذية، والعضلة نصف الغشائية، والعضلة نصف الوترية، التي تتمثل مهمتها في ثني الرجل على الفخذ، وتمديد الفخذ على الفخذ على مفصل الورك. كما وتشارك العديد من العضلات الأخرى في حركة ثني الرجل، بما في ذلك عضلة الساق، والعضلة المأبضية، والعضلة الخياطية.